# آلیس هیروسه
آلیس هیروسه (انگلیسی: Alice Hirose؛ زادهٔ ۱۱ دسامبر ۱۹۹۴) بازیگر و مدل اهل ژاپن است.